# Transcendentalność
Transcendentalność (łac. transcendere – „wychodzenie poza granice”) – zagadnienie jest transcendentalne, kiedy jego problematyka wykracza poza doświadczenie zmysłowe, czy możliwe użycie teorii konfrontowanej z doświadczeniem, a sposób jego weryfikacji nie jest jedynie sprawą logiki czy matematyki. Pojęcie transcendentalności było wykorzystywane przez wielu filozofów często przypisujących temu określeniu odmienne znaczenia. Od czasu „przewrotu kopernikańskiego” pojęcie to odnosi się przede wszystkim do filozofii Immanuela Kanta, który wykorzystuje je w odniesieniu do warunków poznania empirycznego.

## Znaczenia w filozofii
W filozofii średniowiecznej za sprawą przede wszystkim Tomasza z Akwinu, transcendentalia oznaczają byt ponadkategorialny wiążąc to określenie w pełni z ontologią.
Christian Wolff natomiast stosuje to pojęcie zarówno w jego wcześniejszym odniesieniu ontologicznym, jak i teoriopoznawczym.
Alexander Gottlieb Baumgarten mianem transcendentalnego określa to co „konieczne” czy „istotowe”.
Immanuel Kant używa określenia transcendentalne jako przymiotnika wobec tego, co warunkuje wszelkie możliwe poznanie. To co transcendentalne nie jest jednak zewnętrzne (jako oddzielone i niezależne) wobec poznania, ale jest tym co poprzedza i warunkuje wszelkie doświadczenie. Jak pisze Otfried Höffe: Transcendentalny charakter przysługuje temu, co zawsze jest już przez nas zakładane, gdy myślimy coś istniejące”. Kant nazywa „transcendentalnym [...] wszelkie poznanie, które zajmuje się w ogóle nie tyle przedmiotami, ile naszym sposobem poznawania przedmiotów, o ile sposób ten ma być a priori możliwy”.